# Hungarian Ladies Open
Hungarian Ladies Open — жіночий тенісний турнір, що проводився в Будапешті (Угорщина) в 2017 — 2019 роках, і мав категорію WTA International з призовим фондом 250 тис. доларів США з турнірною сіткою розрахованою на 32 учасниці в одиночному розряді і 16 пар. Ігри проходили в лютому на закритих хардових кортах.

## Фінали

### Одиночний розряд
| Рік  | Чемпіонка              | Фіналістка          | Рахунок              |
| ---- | ---------------------- | ------------------- | -------------------- |
| 2017 | Тімеа Бабош            | Луціє Шафарова      | 6–7 (4–7) , 6–4, 6–3 |
| 2018 | Алісон ван Ейтванк     | Домініка Цибулькова | 6–3, 3–6, 7–5        |
| 2019 | Алісон ван Ейтванк (2) | Маркета Вондроушова | 1–6, 7–5, 6–2        |

### Парний розряд
| Рік  | Чемпіонки                             | Фіналістки                        | Рахунок          |
| ---- | ------------------------------------- | --------------------------------- | ---------------- |
| 2017 | Сє Шувей Оксана Калашнікова           | Аріна Родіонова Галина Воскобоєва | 6–3, 4–6, [10–4] |
| 2018 | Хорхіна Гарсія Перес Фанні Штоллар    | Кірстен Фліпкенс Юганна Ларссон   | 4–6, 6–4, [10–3] |
| 2019 | Катерина Олександрова Віра Звонарьова | Фанні Штоллар Гезер Вотсон        | 6–4, 4–6, [10–7] |